# Estado Mayor General de República Dominicana
El Estado Mayor General de República Dominicana (acrónimo: EMG) es el máximo órgano de decisión de las Fuerzas Armadas de la República Dominicana en los aspectos operacionales de seguridad y defensa. También es la máxima autoridad en la estructura organizacional del Ministerio de Defensa.

## Funciones
El Estado Mayor General de las Fuerzas Armadas como máximo órgano para la toma de decisiones de las Fuerzas Armadas, tiene entre sus funciones específicas: 
- Estudiar todos los asuntos relacionados con las Fuerzas Armadas en su funcionamiento y empleo, en tiempo de paz o en estado de excepción, así como todo lo relativo sobre la movilización y concentración de tropas tanto a nivel nacional como en el extranjero.
- Conocer y evaluar los estudios sobre la adopción de los nuevos equipos y medidas generales concernientes a la preparación de la fuerza.
- Recomendar sobre las disposiciones relacionadas con el número de contingentes y su estructura de acuerdo a la Tabla de Organización y Equipo (TOE) de las Fuerzas Armadas.
- Conocer de las solicitudes de reintegro de oficiales a las Fuerzas Armadas en aquellos casos específicos a que se refiere la Constitución, la presente ley y su reglamento de aplicación, previo estudio y recomendación del Estado Mayor de la institución militar a la cual haya pertenecido el oficial solicitante, de acuerdo a lo estatuido en los artículos 105 y 107 de la presente ley.
- Conocer de las ternas para ocupar posiciones de dirección, propuestas por los organismos del Sistema Integral de Seguridad Social de las Fuerzas Armadas.
- Conocer de las modificaciones propuestas por la Junta Directiva del Sistema Integral de Seguridad Social de las Fuerzas Armadas a los descuentos que se realizan a los afiliados al sistema, como aportes para su financiamiento.
- Conocer sobre las ternas propuestas para ocupar los puestos vacantes en las agregadurías militares autorizadas por el presidente de la República. 8) Actuar como junta de investigación en aquellos casos especiales que le sean sometidos por el ministro de Defensa.
- Conocer, estudiar y evaluar la propuesta de recomendación de ascensos y retiros de las Fuerzas Armadas, para su ratificación y remisión al Presidente de la República, por conducto del Ministro de Defensa.

## Miembros actuales del Estado Mayor Conjunto
| Cargo                                                    | Rango                             | Fotografía | Titular                           | Rama         |
| -------------------------------------------------------- | --------------------------------- | ---------- | --------------------------------- | ------------ |
| Ministro de Defensa                                      | Teniente General                  |            | Carlos Antonio Fernández Onofre   | Ejército     |
| Viceministro de Defensa para Asuntos Militares           | Mayor General                     |            | Miguel Ángel Rubio Báez.          | Ejército     |
| Viceministro de Defensa para Asuntos Navales y Marítimos | Vicealmirante                     |            | Ramón Gustavo Betances Hernández. | Armada       |
| Viceministro de Defensa para Asuntos Aéreos y Espaciales | Mayor General Técnico en Aviación |            | Carlos Ramón Febrillet Rodríguez. | Fuerza Aérea |
| Comandante General Conjunto de las Fuerzas Armadas       | Vicealmirante                     |            | Agustín A. Morillo Rodríguez      | Fuerza Aérea |
| Inspector General de las Fuerzas Armadas                 | Mayor General                     |            | Delio Buenaventura Colón Rosario  | Ejército     |
| Comandante General del Ejército                          | Mayor General                     |            | Jorge Ivan Camino Pérez           | Ejército     |
| Comandante General de la Fuerza Aérea                    | Mayor General Piloto              |            | Floreal Tarcicio Suárez Martínez  | Fuerza Aérea |
| Comandante General de la Armada                          | Vicealmirante                     |            | Agustín A. Morillo Rodríguez      | Armada       |